# Корабль третьего ранга (парусный)

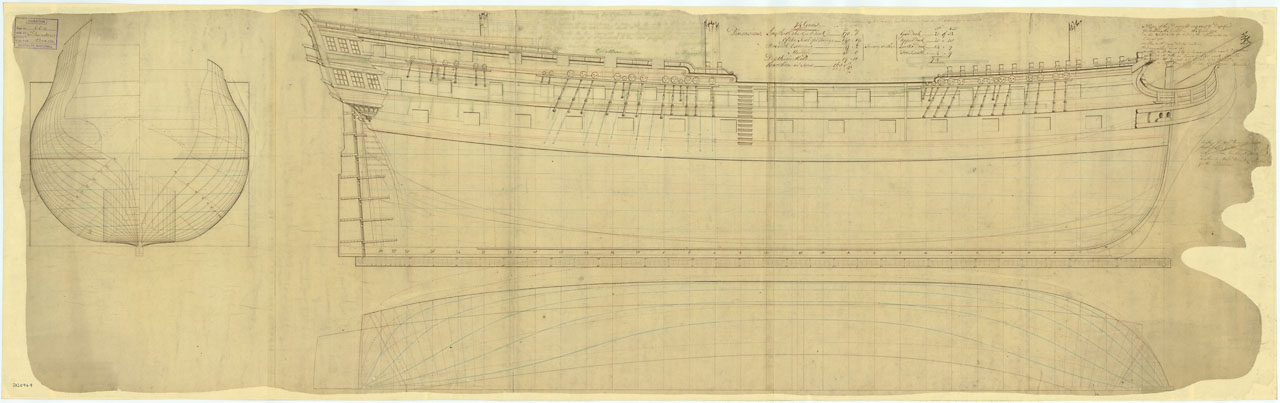
HMS Thunderer (1783) — типичный двухдечный 74-пушечный корабль

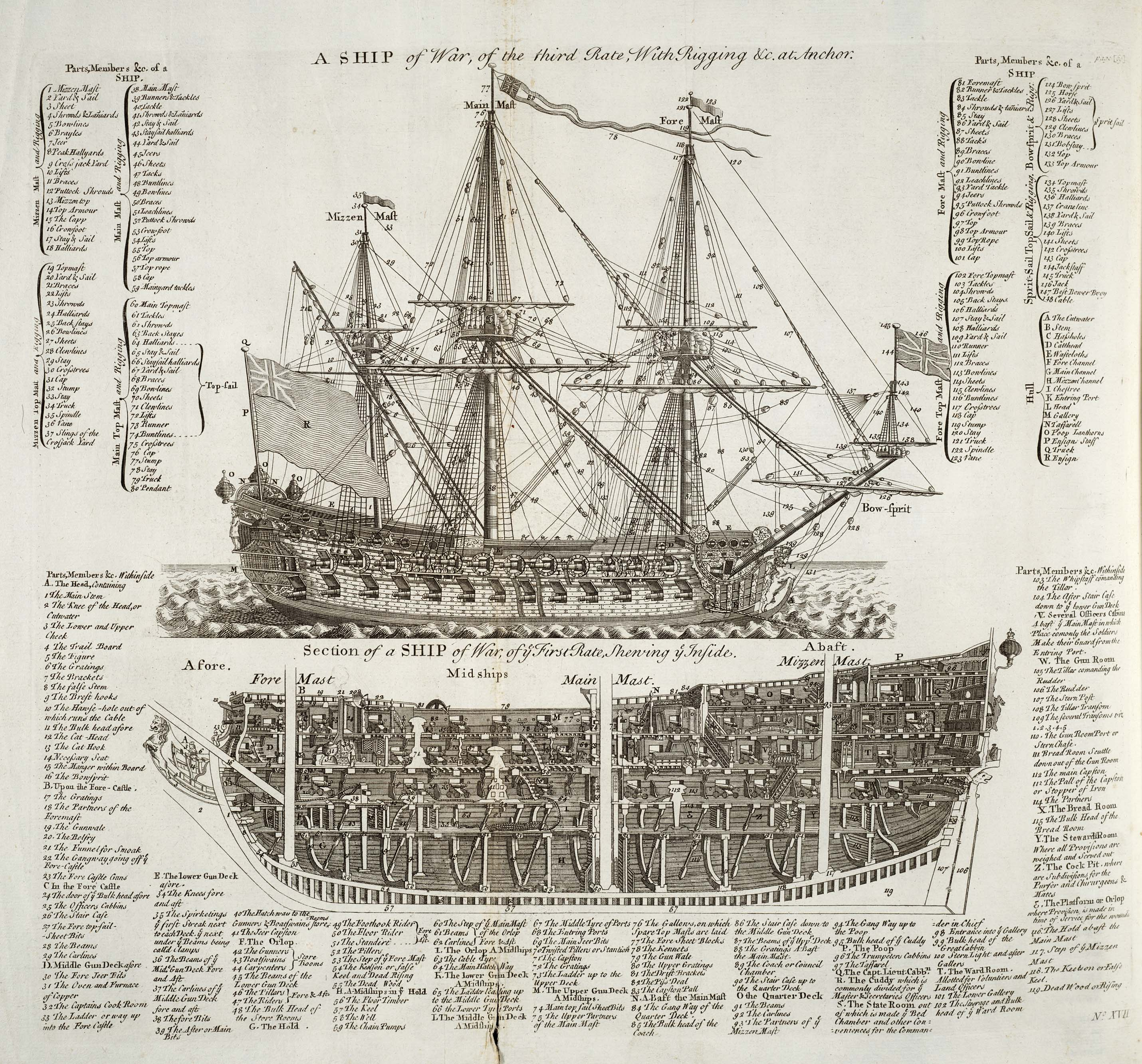
Схема обозначения элементов корабля на примере линейного корабля 3 ранга (вверху), и разреза корабля 1 ранга (внизу), 1728 год

Корабль 3 ранга (парусный) — двухдечный (реже трёхдечный) линейный корабль. В британской системе рангов назывался англ. Third Rate. В XVII веке для корабля 3 ранга был установлен рейтинг в 70 пушек. На рубеже XVIII−XIX веков в 3 ранг входили три различных типа: 64-пушечный, 74-пушечный и 80-пушечный. Вместе они составляли самый многочисленный ранг линейных кораблей. Был распространен во всех крупных морских державах эпохи паруса.

## Начало (XVII в)
«Третий ранг», в Англии произошел из англ. Middling ship в 1610-х годах. В то время к нему относились корабли, способные сражаться в составе флота, но слишком малые для 1 или 2 ранга (англ. Royal Ship или Great ship соответственно). С другой стороны, они были достаточно велики, чтобы избежать классификации англ. Small Ship. Примерно с 1610 года вместо названий рангам стали давать номера. К 3 рангу относились обычно корабли Королевского флота от 38 до 66 пушек. Типы и облик их были самые разнообразные. Нередко это были закупленные для Королевского флота и затем вооруженные торговые суда. Число пушек не обязательно было критерием: случалось, что корабль относили к определенному рангу по численности команды.
С началом программ по строительству близких по характеристикам линейных кораблей, общие признаки рангов постепенно определяются.
Введение формальной системы рангов в 1677 году установило для корабля 3 ранга рейтинг в 70 пушек. В дальнейшем он пересматривался, включая в себя и другие типы.

## Регламентация и застой
| Рейтинг, пушек | Батарейных палуб | Вооружение (пушек × фунтов), по годам | Вооружение (пушек × фунтов), по годам | Вооружение (пушек × фунтов), по годам | Вооружение (пушек × фунтов), по годам | Вооружение (пушек × фунтов), по годам |
| Рейтинг, пушек | Батарейных палуб | 1685                                  | 1706                                  | 1719                                  | 1745                                  | 1760                                  |
| -------------- | ---------------- | ------------------------------------- | ------------------------------------- | ------------------------------------- | ------------------------------------- | ------------------------------------- |
| 80             | 3                |                                       | 26 × 24, 26 × 12 28 × 6               | 26 × 32, 26 × 12(18) 28 × 6           | 26 × 32, 26 × 18 26 × 9, 4 × 6        |                                       |
| 80             | 2                | 26 × 24, 26 × 12 28 × 6               |                                       |                                       |                                       | 30 × 24, 32 × 18 18 × 9, 2 × 3        |
| 74             | 2                |                                       |                                       |                                       |                                       | 28 × 32, 28 × 18 18 × 9               |
| 70             | 2                | варьировалось                         | 24 × 24, 26 × 9 16 × 6, 4 × 3         | 26 × 24, 26 × 12 18 × 6               | 26 × 32, 28 × 18 16 × 9               |                                       |
| 64             | 2                | 26 × 24, 26 × 9 12 × 6                |                                       |                                       |                                       | 26 × 24, 26 × 18 10 × 4, 2 × 9        |

Вся первая половина XVIII века в Британии характеризуется жесткой регламентацией как вооружения, так и конструкции — так называемой эпохой уложений. В этот период только два, практически неизменных, типа входили в 3 ранг: 80-пушечный трехдечный и 70-пушечный двухдечный. Первый был получен надстройкой третьего дека на старых 80-пушечных, и перераспределением вооружения. Фактически он представлял собой уменьшенную версию 90-пушечного, который сам был «экономичным» трехдечным. Разумеется, в погоне за экономией 80-пушечный унаследовал и все его недостатки, прежде всего в мореходных качествах. Однако Парламент и правительство настаивали на его постройке, считая что преимущество 3-х деков (реальное или мнимое), вкупе с экономией бюджета, перевешивает все недостатки. И все же его постройка по существу прекратилась к 1741 году. После этого были закончены всего 3 корабля, последним стал HMS Cambridge.
Появившийся после 1756 года 80-пушечный двухдечный тип (см. ниже) состоял из призов, прежде всего французских. Два подобных корабля в Британии построили только позже, в порядке эксперимента.
70-пушечный корабль после 1709 года стал самым многочисленным в линии. Он оставался таковым всю эпоху уложений, и Адмиралстейство упорно сопротивлялось росту размеров, хотя некоторые ползучие изменения все же происходили. Его предшественником в этой роли был 64-пушечный, пониженный затем до 4 ранга, как слишком слабый.
Но к 1750 году застой в кораблестроении и отставание от Франции стали слишком явны. По окончании эпохи уложений 64-пушечный появился в 3 ранге снова. Но это был совсем другой проект, имевший увеличенные размеры и вооружение. Прекратился 70-пушечный, его место занял 74-пушечный, ставший, как выяснилось, наилучшим балансом между боевой мощью и ценой.

## Век паруса (1756—1815)
| Год  | В строю | В ремонте или в резерве |
| ---- | ------- | ----------------------- |
| 1793 | 2       | 28                      |
| 1797 | 28      | 2                       |
| 1799 | 22      | 4                       |
| 1801 | 21      | 6                       |
| 1804 | 8       | 12                      |
| 1808 | 19      | 2                       |
| 1810 | 11      | 1                       |
| 1811 | 9       | 0                       |
| 1814 | 1       | 0                       |

### 64-пушечный корабль
Двухдечный 64-пушечный линейный корабль к началу Наполеоновских войн уступал позиции. Он ещё считался пригодным к эскадренному бою, и потому сохранил своё место в линии баталии, но все чаще оказывался на второстепенных ролях.

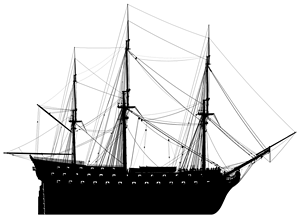
Силуэт 64-пушечного HMS Ardent (1773)

В отличие от более крупных линейных кораблей, он имел только 24-фунтовые пушки в качестве главного калибра, и потому был очевидным слабым местом линии, а значит, и вечной заботой командующих. Этот факт был признан в ходе Американской войны за независимость, и после неё ни Англия, ни Франция таких кораблей не строили. Благодаря большой программе, начатой в Англии в ходе той войны, в 1793 году в строю оставалось ещё 30 таких кораблей. Естественная убыль сокращала их число, но были захвачены многие призы: в основном у голландцев, но также три у датчан и даже два исходно построенных для Мальтийского ордена.
Очень немногие из них годились для крейсерства и те, что не были поставлены сразу на прикол, обычно оказывались в роли войсковых транспортов или плавучих складов. Тем не менее, потребности в кораблях росли так стремительно, что в 1796 году три строившихся на Темзе ост-индских корабля были приобретены флотом и превращены в 64-пушечные. Их порты были переделаны под двадцать шесть 24-фунтовых пушек, вместо задуманных по проекту двадцати восьми 18-фунтовых. Хотя и длиннее чем обычные проекты, они считались неадекватными, из-за плохого хода и неповоротливости — их пузатые корпуса предназначались для больших грузов. Среди моряков они получили презрительное прозвище «чайно-сахарных» (англ. Tea and sugar ships).
В 1809−1810 годах число 64-пушечных кораблей в активной службе резко пошло на спад. Одновременно стали входить в строй корабли т. н. сюрвейерского типа (74). В результате 64-пушечные взяли на себя роли флагманов на отдаленных станциях, конвойную службу, или перешли в разряд вспомогательных.

### 74-пушечный корабль[7]

#### Обычный
| Год  | Обычные | Обычные                 | Большие | Большие                 |
| Год  | В строю | В ремонте или в резерве | В строю | В ремонте или в резерве |
| ---- | ------- | ----------------------- | ------- | ----------------------- |
| 1793 | 18      | 40                      | 1       | 2                       |
| 1796 | 48      | 8                       | 6       | 2                       |
| 1799 | 41      | 8                       | 17      | 3                       |
| 1801 | 39      | 11                      | 17      | 3                       |
| 1805 | 30      | 13                      | 19      | 5                       |
| 1808 | 47      | 4                       | 29      | 1                       |
| 1811 | 56      | 6                       | 24      | 4                       |
| 1814 | 64      | 3                       | 21      | 9                       |

С начала XVIII века двухдечный линейный корабль в 70 пушек или около был хорошо представлен в каждой морской державе. Где-то к 1750 году число пушек выросло до 74. За этим не стояло никакой особенной логики, просто удлинение батарейных палуб позволило добавить по два порта на каждой, и довести число пушек до 28 на дек. Вооружение надстроек осталось 18 пушек.
Около 1755 года основные размерения нивелировались до стандарта 168 фт длины по батарейной палубе и 1650 т водоизмещения. Нижняя палуба имела 24-фунтовую батарею, верхняя 18-фунтовую. Их дополняли 9-фунтовые пушки на баке и шканцах. Эти корабли были в основном детищем Слейда, строителя HMS Victory, любимого мастера Ансона и одного из лучших корабельных мастеров в век паруса. Слейд с учениками экспериментировали с обводами, но основные размерения оставались неизменны до конца Американской войны за независимость, а в некоторых случаях и позже. Прозванные «общим» или «обычным» типом (англ. Common Class), эти корабли составляли основу линейного флота в 1793 году. Хотя их число постоянно падало в 1790-е годы, после Трафальгара они пережили новый подъём. Причина перемены тенденции двояка. С одной стороны, строительство «больших» 74-пушечных и пополнение флота призами компенсировало убыль «обычных». С другой, после 1800 года произошел возврат к более скромным размерам, так как новое строительство и расширение театра войны заставляли вводить в строй все, что может плавать.

#### Большой
Тип больших 74-пушечных кораблей (англ. Large Class) ведет начало от HMS Valiant и HMS Triumph, 1757 года. Оба были построены по образцу захваченного в 1747 французского L’Invincible. По сравнению со стандартными 74-пушечными их водоизмещение было больше — 1800 т, и 24-фунтовые батареи были на обеих палубах. Со временем, нижняя палуба получила 32-фунтовые пушки.
Они считались чрезмерно большими для своего типа, и до 1793 года последователей не имели. Следует напомнить, что численность флота во время Американской революционной войны стала куда важнее качеств отдельного корабля, в отличие от более ранних времен.
Относительный успех французов в том конфликте вызвал немалое уважение британцев, в том числе за размеры и возможности кораблей. Несколько больших 74-пушечных были заложены после войны, вначале с упором на удлинение ватерлинии. В 1790-е при дальновидном лорде Спенсере процесс набрал силу. Некоторые из кораблей имели 24-фунтовые пушки и на верхней палубе. К ним регулярно добавлялись французские призы, и численность быстро росла.
Несмотря на очевидные преимущества, в конце 1790-х большие двухдечные корабли вышли из милости лордов Адмиралтейства. Победы при Сент-Винсенте, Абукире и Трафальгаре были почти исключительно делом «обычных» 74-пушечных. Ресурсы — как вообще финансовые, так и кораблестроительные — были напряжены до предела, и обычный тип получил предпочтение.

### 80-пушечный двухдечный корабль
| Год  | В строю | В ремонте или в резерве |
| ---- | ------- | ----------------------- |
| 1793 | 0       | 1                       |
| 1796 | 5       | 0                       |
| 1799 | 6       | 1                       |
| 1801 | 5       | 3                       |
| 1805 | 4       | 2                       |
| 1808 | 7       | 0                       |
| 1811 | 6       | 1                       |
| 1814 | 1       | 4                       |

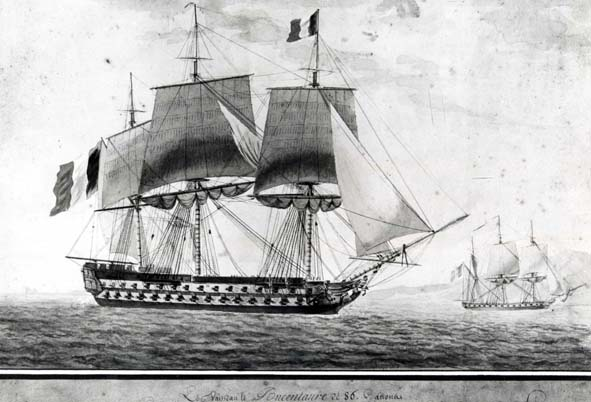
Французский 80-пушечный Bucentaure (1803)

80-пушечный двухдечный тип был «подарком» британскому флоту от противников. Адмиралтейство не жаловало этот тип, и вероятно, предприняло постройку одного такого корабля, только чтобы на деле проверить его непрактичность для Англии. В остальном этот тип пополнялся за счет французских (иногда испанских) призов. Первым в британской службе был Foudrouyant, взятый у французов в 1758, затем бывший испанский Gibraltar в 1780.

#### Преимущества
Будучи длиннее, 80-пушечный имел больше пушек на палубу, чем любой двухдечный, и калибр пушек верхней батареи был с самого начала больше. Собственно, французский 80-пушечный имел больший вес залпа, чем британский 98-пушечный. Далее, большая длина ватерлинии делала их быстрее, а имея только два дека, они ходили гораздо острее. Их длинные ряды пушечных портов создавали впечатление внушительных размеров. Многие моряки считали их лучше любого корабля на свете, и не без основания. И все же, несмотря на очевидные преимущества, с 1793 по 1815 год только два 80-пушечных британской постройки служили в Королевском флоте. Кажущуюся нелогичность можно отнести к трем причинам.

#### Недостатки
Важнее всего было отсутствие ясно обозначенной роли — по крайней мере, в первое десятилетие войны — для такого дорогостоящего корабля. У них не было ни кают, способных удовлетворить адмирала с его штабом, ни внушительного вида трехдечных. Так что англичане решительно предпочитали 98-пушечный трехдечный.
Вторая причина тоньше, и часто ускользала от внимания исследователя. Исключительно большое удлинение делало их уязвимыми для перегиба (англ. hogging) — искривления корпуса от неравномерного проседания оконечностей. Меньшая плавучесть оконечностей по сравнению с широкой средней частью вела к их «обвисанию»: со временем палуба приобретала заметный горб. До введения Робертом Сеппингсом диагональной конструкции трудно было создать корпус свыше 180 футов длины с достаточной, по британским требованиям, жесткостью. Французские и испанские корабли делали только краткие вылазки, но когда 80-пушечные подвергались трудностям практически непрерывной службы в море, содержать их в порядке было крайне дорого.
Третьей и последней причиной было то, что значительное число брали в бою у противника. Из перечисленных в таблице кораблей все, кроме двух, — призы. Для столь малочисленного типа трудно делать обобщения об их использовании. Но, как и остальные первоклассные корабли, они имели тенденцию оказываться в Канале или на Средиземном море. Некоторые более амбициозные флагманы открыли для себя преимущества 80-пушечных, и переносили флаг на них, особенно для зимних походов или ближней блокады: вице-адмирал Корнуоллис держал флаг на HMS Caesar (80), пока не получил корабль 1 ранга.

### Роль и место

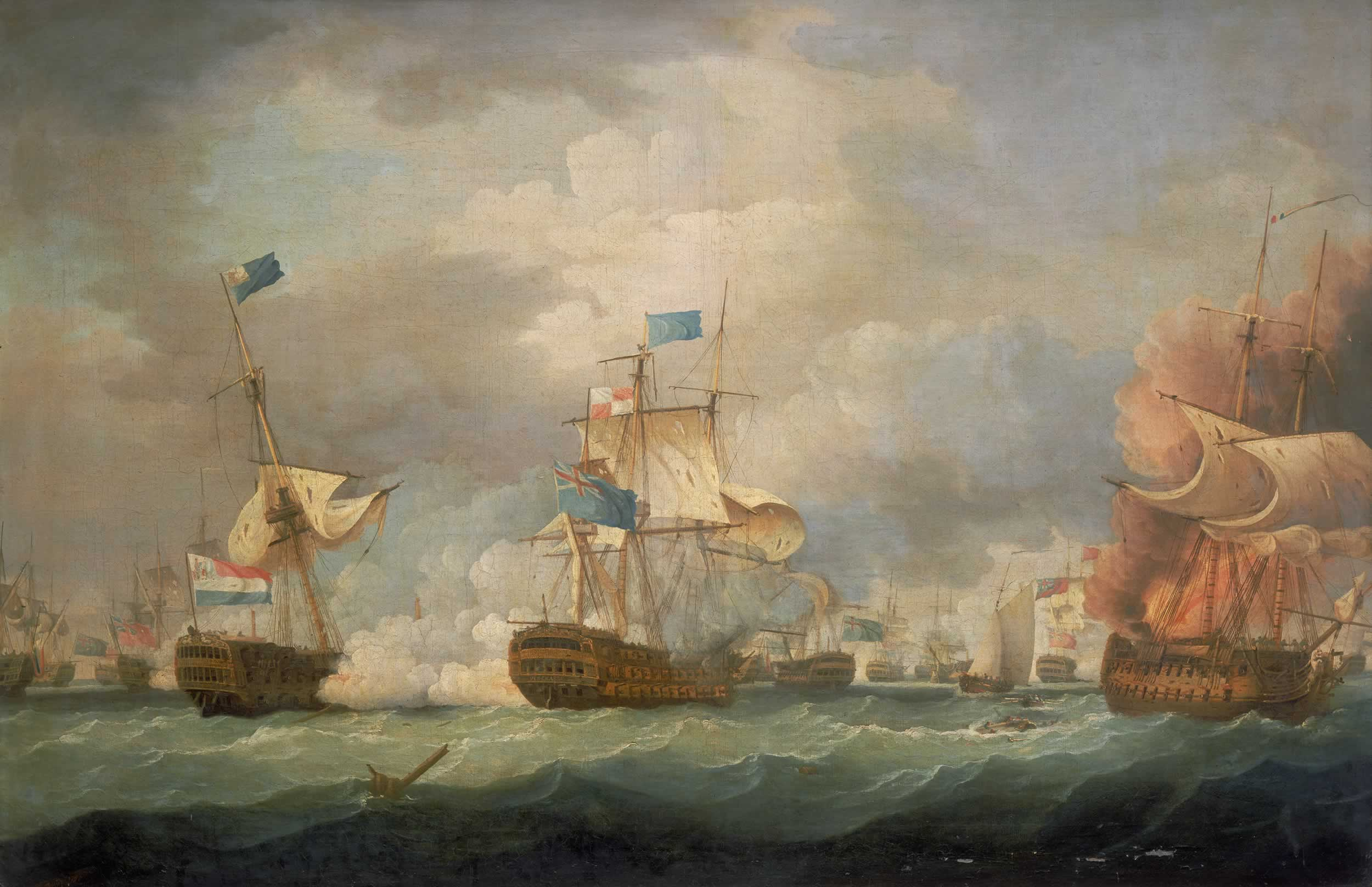
Бой при Кампердауне

Типичной для 64-пушечного корабля была роль флагмана конвоя при защите торговли, особенно в Северном море и на Балтике, либо флагмана на незначительных колониальных станциях. Он вполне мог оказаться в линии против эскадры противника, как при Пондишерри, но и тогда обычно шел концевым. Из-за слабого залпа 64-пушечные старались держать подальше от главных флотов, где только возможно. Даже в 1794 году, когда не хватало кораблей любого типа, лорд Хау в Канале не имел ни одного, а в период ближней блокады их редко использовали в этой роли. Будучи первой линией защиты Англии, Флот Канала был первым в очереди при распределении лучших кораблей, но 64-пушечные исчезали и из других стратегически важных эскадр. Средиземноморский флот Сент-Винсента имел тогда только один, да и тот, что характерно, обычно отряжался для конвоирования. Больше всего их было в эскадре Северного моря адмирала Данкана: 10 — половина его номинальной линии. Следующей шла Ост-Индская станция контр-адмирала Реньера: шесть 64-пушечных (при четырёх 74-пушечных и четырёх 50-пушечных). Ожидалось, что их противником будут голландцы, а не французы. При Кампердауне, в октябре 1797 года, было по шесть 64-пушечных с каждой стороны.
Если 100-пушечный корабль представлял собой опорный пункт линии баталии, то 74-пушечный был её основой и становым хребтом. Он составлял большинство линии во всех основных сражениях века паруса. Он же был оптимальным кораблем для отдельных экспедиций и роли флагмана для удаленных командований (станций), где не оправдано было присутствие трехдечных. Если эти роли порой доставались другим кораблям, то скорее из-за хронической нехватки 74-пушечных.
Большие 1850—1900-тонные корабли (74—80-пушечные) в истории связаны с политикой дальней блокады Хау и Бридпорта. Предполагалось, что главные силы будут проводить бо́льшую часть времени в закрытых водах дома, не подвергаясь слишком большому риску у французских берегов. Наблюдение за гаванями противника поручалось прибрежным эскадрам. По их сигналу флот должен был выходить и преследовать противника, при попытках прорыва. Для этого предположительно требовались быстрые — а значит более длинные — корабли. Если такова действительно была логика Адмиралтейства, надо признать её далеко не блестящей. Скорость эскадры, очевидно, зависит от самого медленного её корабля. Вряд ли кто-нибудь собирался бросать позади медленные трехдечные флагманы. Скорее можно отнести эту тенденцию на счет общего желания улучшить флот, так как Адмиралтейство при Спенсере и при Чатеме вкладывало также средства в постройку больших шлюпов.
Настоящим тактическим преимуществом «больших» 74-пушечных было то, что они могли составлять быстроходный дивизион флота. В этом качестве они были способны отрезать замыкающие корабли противника в преследовании, или сковать боем его главные силы до подхода своих. Такой дивизион назывался просто «быстрый двухдечный», и мог включать хороших ходоков из «обычных» 74-пушечных, но «больших», несомненно, было большинство. В сочетании с трофейными 80-пушечными они составляли идеальный летучий отряд.
Победа Дакворта при Сан-Доминго, безусловно, плод усилий больших двухдечных кораблей, при содействии одного «обычного», плюс знаменитого своим ходом HMS Agamemnon (64).
По мере совершенствования блокадной тактики, большие 74-пушечные корабли находили все больше применения, особенно вблизи берегов. Так, сэр Ричард Стрэчен при Рошфор командовал однородным отрядом из семи больших двухдечных кораблей, держа свой флаг на HMS Caesar (80).

## Другие страны
64-пушечный тип был популярен в течение всего XVIII века среди второклассных морских держав, особенно в Голландии, а также у балтийских стран: Дании, Швеции, России. Имелись они и у Неаполя, Венеции, Португалии. Соответственно, британский 64-пушечный обычно находился в эскадрах, противостоящих этим флотам.
Франция не строила его начиная с 1782 года, но приобретала у своих вассалов, например у Голландии и Венеции. Испания сохраняла его в колониях, но новых кораблей не строила. В России этот тип, и его развитие 66-пушечный, просуществовал всю первую четверть XIX века. Но на фоне общего упадка флота при Александре это значения не имело.